# اسلام عوض
اسلام عوض (عربی: إسلام عوض؛ زادهٔ ۲ ژوئیهٔ ۱۹۸۷) یک ورزشکار اهل مصر است.
از باشگاه‌هایی که در آن بازی کرده‌است می‌توان به باشگاه ورزشی زمالک و تیم ملی فوتبال مصر اشاره کرد.
وی همچنین در تیم ملی فوتبال مصر بازی کرده است.